# Brloh (Boemia meridionale)
Brloh è un comune della Repubblica Ceca facente parte del distretto di Český Krumlov, in Boemia Meridionale.